# Stefano Protonotaro
Stefano Protonotaro da Messina (fl. XIII secolo) è stato uno scrittore appartenente alla Scuola siciliana, e identificabile con uno Stefano da Messina che tradusse dal greco in latino, e che dedicò due trattati arabi di astronomia a Manfredi, figlio di Federico II.
Nacque a Messina quando questa era ancora parte del Regno di Sicilia.

## Biografia
È del Protonotaro l'unico componimento poetico della Scuola Siciliana ad esserci pervenuto interamente in lingua siciliana; si tratta del famoso Pir meu cori alligrari. Il resto della produzione poetica di tale scuola ci è giunto principalmente tradotto in toscano.
La canzone di Protonotaro ci è giunta attraverso un filologo del Cinquecento, Giovanni Maria Barbieri, che la copiò da un codice che andò in seguito perduto.
La canzone pervenutaci è pertanto un rarissimo esempio di siciliano illustre, cioè del linguaggio che i seguaci colti di Federico elaborarono attraverso il raffinamento della lingua parlata e comune, rendendo più regolari certe forme e introducendo il lessico tecnico della poesia d'amore provenzale.
La canzone ha un metro con stanze unissonans, cioè formata da due piedi identici (abC) e sirma dDEeFF al quale segue, secondo il modo provenzale, una tornada o congedo di struttura uguale alla sirma.
Nel vocalismo della prima stanza della canzone si nota la base siciliana-comune. (Il siciliano ha un sistema a cinque vocali in sillaba tonica: a differenza del toscano, l'insieme delle vocali in sillaba accentata non presenta e ed o chiuse e aperte ma e aperta in luogo della e latina breve ed i in luogo della e latina lunga, ed o aperta in caso di o latina breve ed u in caso di o latina lunga).
Accade così che quasi tutto quello che conosciamo della produzione siciliana ci si presenta sotto una forma diversa da quella così caratteristica della canzone Pir meu cori alligrari.